# Musée du peuple philippin
Le Musée du peuple philippin est un département du Musée national des Philippines qui abrite les sections d'anthropologie et d'archéologie. Il est situé dans l'ancien bâtiment du ministère des finances philippin, le long du Parc Rizal, tout près du quartier d'Intramuros, en face du bâtiment principal du musée national. 

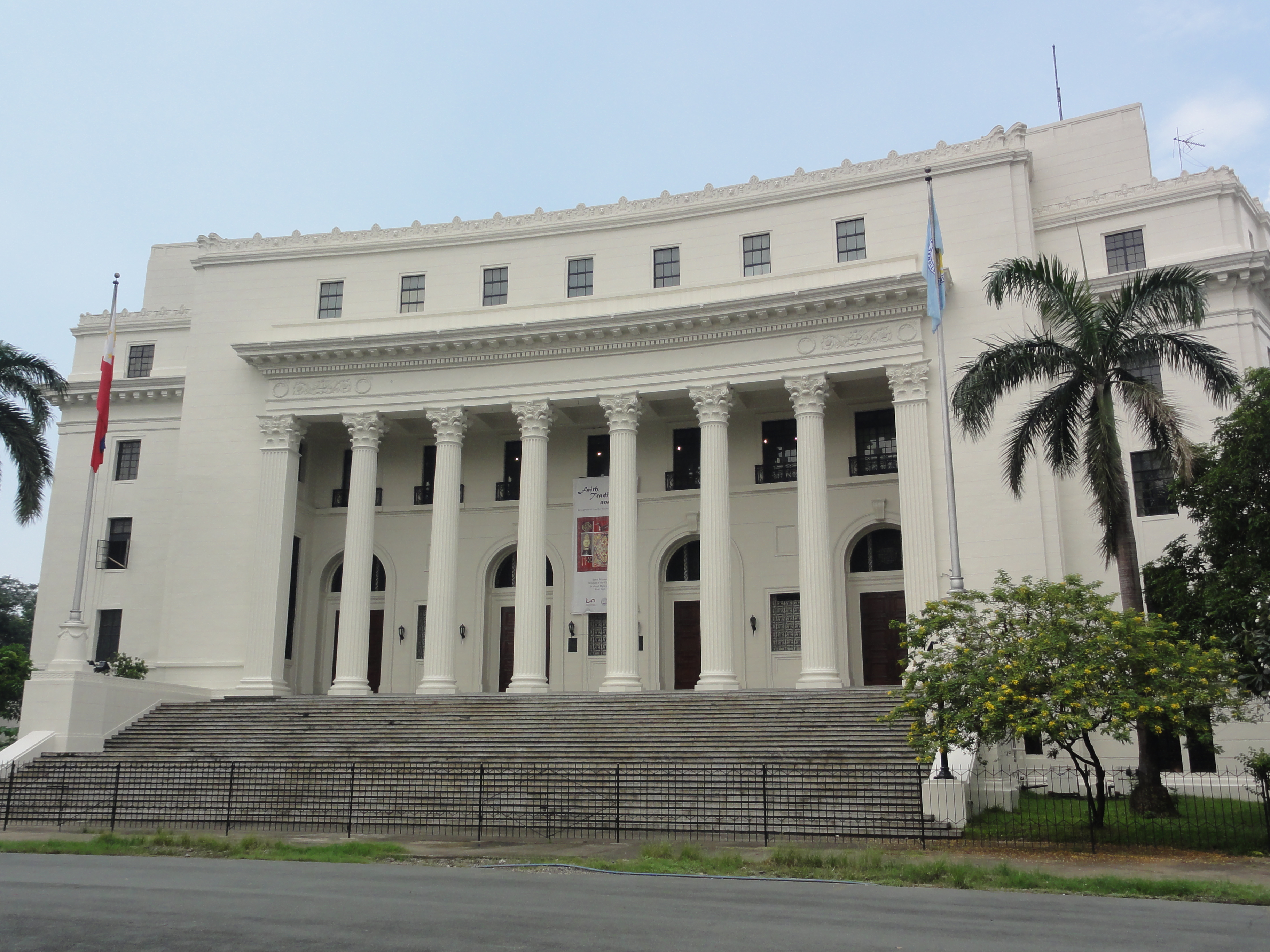
Musée du peuple philippin.